# ユーリー・ヴァシリエヴィチ (ベロオーゼロ公)
ユーリー（ゲオルギー）・ヴァシリエヴィチ（ロシア語: Юрий Васильевич、? - 1389年頃）はベロオーゼロ公である。在位：1380年 - 1389年頃。父はスゴリエ公(ru)ヴァシリー・ロマノヴィチ（ベロオーゼロ公ロマン・ミハイロヴィチの子）。
ユーリーについては家系図の中にのみ記録が残されている。すなわち、1380年以降にベロオーゼロ公家の最年長者としてベロオーゼロ公国を相続し、1389年頃まで統治したということである。1389年頃までには、ベロオーゼロ公国領はモスクワ大公ドミトリー・ドンスコイの統治下に入っており、ユーリーもこの頃に死亡したとみなされている。ユーリー以降、ベローゼロ公国は独立性を失った。
ユーリーにはダヴィド、ロマン、アンドレイの三人の男子がいた。ダヴィドには子がいなかったが、ロマンの子孫はベロセリスキー・ベロゼルスキー家(ru)として、アンドレイの子孫はアンドグスキー家(ru)ならびにヴァドボルスキー家(ru)として、以降のロシア国家（モスクワ大公国、ロシア・ツァーリ国、帝政ロシア）に血統を伝えている。